# Capitaine (sport)
Pour les articles homonymes, voir Capitaine.
Dans une équipe de sport collectif (ou plus rarement en individuel en équipe comme dans la coupe Davis de tennis), le capitaine est à la fois le relais de l'entraîneur sur le terrain et l'intermédiaire entre ses coéquipiers et l'arbitre. S'il n'est pas forcément le meilleur joueur de l'équipe, un capitaine possède, naturellement ou du fait de son expérience, une certaine autorité au sein du vestiaire afin qu'il soit écouté par ses coéquipiers sur et en dehors du terrain. Un capitaine doit également montrer l'exemple au niveau du comportement et représenter un état d'esprit en adéquation avec les valeurs du sport : sportivité, modestie, amabilité.

## Football et handball
Au football et au handball, le capitaine est équipé d'un brassard permettant à l'arbitre de le reconnaître parmi les autres joueurs. Il peut servir d'intermédiaire entre ce dernier et l'ensemble de son équipe.

## Hockey
Au hockey sur glace et au roller in line hockey, le capitaine porte la lettre C sur le devant de son maillot afin de le différencier des autres joueurs. Le capitaine du hockey est assisté de plusieurs assistants-capitaines portant un A.